# Rhizoecus sphagni
Rhizoecus sphagni är en insektsart som beskrevs av Williams 1985. Rhizoecus sphagni ingår i släktet Rhizoecus och familjen ullsköldlöss. Inga underarter finns listade i Catalogue of Life.